# Reggae nigeriano
Reggae é um estilo de música da Jamaica que evoluiu nos anos 1970. Mais tarde, tornou-se uma parte importante da música da Nigéria, sobretudo depois do surgimento do cantor Majek Fashek. Fashek foi, como muitos artistas intérpretes ou executantes de reggae nigeriano, era uma parte da banda The Mandators  de longa data. Outros músicos incluem Jerri Jheto, Daddy showkey, Ras Quimono e inspirados em MC Afrikan Simba de Londres.